# Subaru 1000

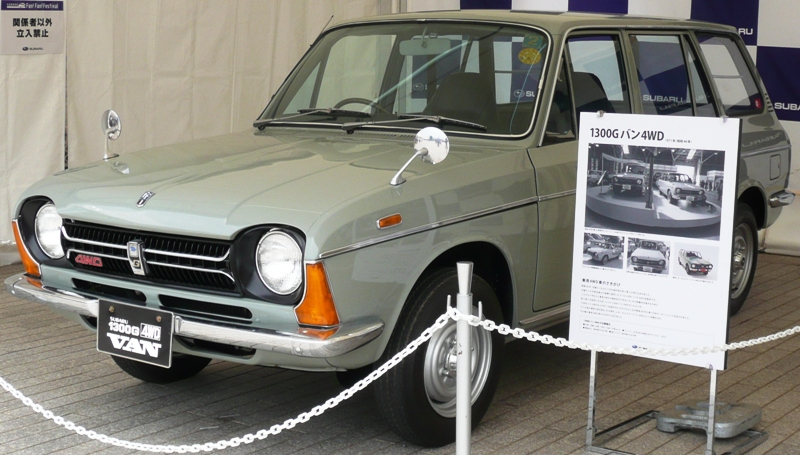
Subaru 1300G 4WD

Subaru 1000 är en personbil som tillverkades av den japanska biltillverkaren Subaru mellan 1966 och 1969. Den efterträddes då av den uppdaterade Subaru FF-1 som tillverkades fram till 1972.

## Subaru 1000
Subarus första familjebil presenterades hösten 1965 och försäljningen startade året därpå. Bilen var framhjulsdriven och det var den första Subarun med boxermotor.

## Subaru FF-1
Våren 1969 kom den vidareutvecklade Subaru FF-1. Förändringarna omfattade inte mer än modifieringar av front och interiör samt en något större motor. 1971 kom FF-1 1300G med ytterligare större motor.
På bilsalongen i Tokyo 1971 visade Subaru en kombi med fyrhjulsdrift, framtagen på beställning av ett japanskt elbolag. Subaru byggde inte fler än åtta av dessa bilar, men med efterträdaren Leone skulle fyrhjulsdrift bli ett av märkets främsta kännetecken.

## Motor
| Modell | Motor                | Cylindervolym | Effekt | Bränslesystem    |
| ------ | -------------------- | ------------- | ------ | ---------------- |
| 1000   | 4-cyl boxermotor ohv | 977 cm³       | 47 hk  | Enkel förgasare  |
| FF-1   | 4-cyl boxermotor ohv | 1088 cm³      | 53 hk  | Enkel förgasare  |
| 1300G  | 4-cyl boxermotor ohv | 1267 cm³      | 69 hk  | Enkel förgasare  |
| 1300G  | 4-cyl boxermotor ohv | 1267 cm³      | 80 hk  | Dubbla förgasare |